# Marisha Wallace
Marisha Wallace (29 settembre 1985) è un'attrice teatrale e cantante statunitense naturalizzata britannica, nota soprattutto come interprete di musical nel West End londinese.

## Biografia
Nata e cresciuta nella Carolina del Nord, Marisha Wallace ha esordito sulle scene nel 2012 nella tournée statunitense del musical The Book of Mormon. L'anno successivo ha esordito a Broadway in Aladdin e l'anno dopo è tornata a recitarvi in Something Rotten!. Nel 2016 ha ottenuto il successo al suo esordio sulle scene londinesi, dove si alternava ad Amber Riley nel ruolo della protagonista Effie nel musical Dreamgirls. Da allora ha recitato regolarmente sulle scene londinesi in ruoli da protagonista.
Nel 2019 al 2020 ha interpretato la co-protagonista Becky in occasione della prima britannica del musical Waitress in scena all'Adelphi Theatre, mentre nell'estate del 2021 ha recitato in Hairspray in scena al London Coliseum con Michael Ball. Nel 2022 ha recitato nel ruolo di Ado Annie in Oklahoma! al Young Vic, ottenendo il plauso della critica e una candidatura al Premio Laurence Olivier. Nel 2023 ha interpretato il ruolo principale di Adelaide in un nuovo allestimento di Guys and Dolls in scena al Bridge Theatre per la regia di Sir Nicholas Hytner e per la sua interpretazione ha ricevuto una candidatura all'Evening Standard Theatre Award e al Laurence Olivier Award alla migliore attrice in un musical. Nel 2024 partecipa all'edizione britannica del Grande Fratello VIP. Nel 2025 ha interpretato la protagonista Sally nel musical Cabaret, in scena a Londra e Broadway con Billy Porter.

## Filmografia parziale

### Cinema
- Aladdin, regia di Guy Ritchie (2019)

### Televisione
- Feel Good - serie TV, 2 episodi (2021)

### Doppiaggio
- Jingle Jangle - Un'avventura natalizia (Jingle Jangle: A Christmas Journey), regia di David E. Talbert (2020)

## Teatro
- The Book of Mormon, libretto e colonna sonora di Trey Parker, Robert Lopez e Matt Ston, regia di Casey Nicholaw. Tournée statunitense (2012)
- Aladdin, libretto di Chad Beguelin, Tim Rice e Howard Ashman, colonna sonora di Alan Menken, regia di Casey Nicholaw. New Amsterdam Theatre di Broadway (2014)
- Something Rotten!, libretto di John O'Farrell e Karey Kirkpatrick, colonna sonora di Wayne Kirkpatrick, regia di Casey Nicholaw. Saint James Theatre di Broadway (2015)
- Dreamgirls, libretto di Tom Eyen, colonna sonora di Henry Krieger, regia di Casey Nicholaw. Savoy Theatre di Londra (2016)
- Waitress, libretto di Jessie Nelson, colonna sonora di Sara Bareilles, regia di Diane Paulus. Adelphi Theatre di Londra (2019)
- Hairspray, libretto di Scott Wittman, Mark O'Donnell e Thomas Meehan, colonna sonora di Marc Shaiman, regia di Jack O'Brien. London Coliseum di Londra (2021)
- Oklahoma!, libretto di Oscar Hammerstein II, colonna sonora di Richard Rodgers, regia di Daniel Fish. Young Vic di Londra (2022)
- Guys and Dolls, libretto di Jo Swerling e Abe Burrows, colonna sonora di Frank Loesser, regia di Nicholas Hytner. Bridge Theatre di Londra (2023)
- Cabaret, libretto di Joe Masteroff, testi di Fred Ebb, colonna sonora di John Kander, regia di Rebecca Frecknall. Kit Kat Club di Londra, August Wilson Theatre di Broadway (2025)

## Discografia

### Album in studio
- 2017 - Soul Holiday
- 2020 - Tomorrow

### Singoli
- 2019 - Fight Like a Woman (Slay)
- 2020 - The Beginning
- 2020 - Tomorrow

## Doppiatrici italiane
In qualità di doppiatrice, in italiano Marisha Wallace è stata sostituita da:
- Letizia Liberati in Jingle Jangle - Un'avventura natalizia